# Digitalisierung des Steuerverfahrens (Deutschland)

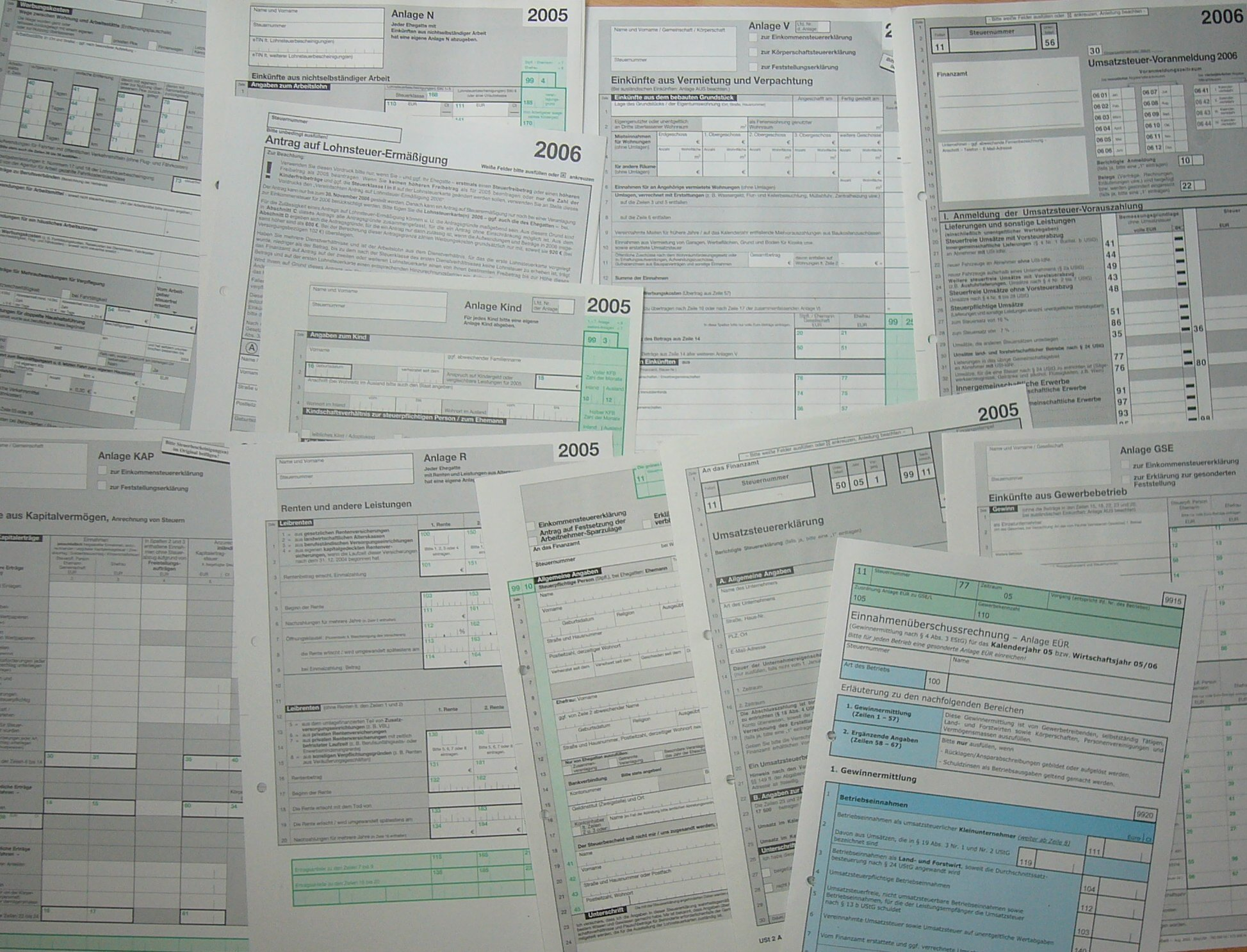
Die papierbasierte Steuererklärung

Unter der Digitalisierung des Steuerverfahrens ist die schrittweise Umwandlung der Übermittlung von Daten zwischen dem Steuerpflichtigen und der Finanzverwaltung auf ein elektronisches Verfahren zu verstehen (→ ELSTER/KONSENS). Der größte Vorteil der Digitalisierung ist die Reduzierung der papierbasierten Prozesse und damit einhergehend die Effizienzsteigerung durch die Automatisierung der Abwicklung.

## Überblick

ELSTER – das Online-Finanzamt

Zu der Digitalisierung des Steuerverfahrens gehören insbesondere die elektronische Automatisierung der folgenden Prozesse:
- Elektronische Steuererklärung (einschließlich Steueranmeldung)
- Elektronische Bilanz (E-Bilanz)
- Ergebnisse aus steuerlichen Prüfungen (insbesondere Bericht der Außenprüfung)
- elektronische Bekanntgabe von Steuerbescheiden (Digitaler Verwaltungsakt)

## Rechtliche Rahmenbedingungen
Die Steuergesetze enthalten zahlreiche Einzelregelungen, aus denen sich die Verpflichtungen für den Steuerpflichtigen ergeben,  seine Daten auf elektronische Weise zu übermitteln. Grundsätzlich besteht insbesondere für die folgenden Erklärungen eine Pflicht zur elektronischen Übermittlung:

### Ertragsteuern
- Einkommensteuererklärung wenn Steuerpflichtige Einkünfte aus Land- und Forstwirtschaft, Einkünften aus Gewerbebetrieb oder Einkünften aus selbständiger Arbeit haben (§ 25 Abs. 4 EStG) – Pflicht zur elektronischen Übermittlung seit 2011
- Körperschaftsteuererklärung (§ 31 Abs. 1a KStG) – Pflicht zur elektronischen Übermittlung seit 2011
- Gewerbesteuererklärung und Zerlegungserklärung (§ 14a GewStG) – Pflicht zur elektronischen Übermittlung seit 2011
- E-Bilanz (§ 5b EStG) – Pflicht zur elektronischen Übermittlung seit 2014
- Einnahmenüberschussrechnung (§ 60 Abs. 4 EStDV) – Pflicht zur elektronischen Übermittlung seit 2011
- Lohnsteuer-Anmeldung (§ 41a Abs. 1 S. 2 EStG) und Lohnsteuerbescheinigung (§ 41b Abs. 1 S. 2 EStG) – Pflicht zur elektronischen Übermittlung seit 2005
- Kapitalertragsteuer-Anmeldung (§ 45a Abs. 1 S. 1 EStG) – Pflicht zur elektronischen Übermittlung seit 2009

### Umsatzsteuer
- Umsatzsteuer-Voranmeldung (§ 18 Abs. 1 S. 1 UStG) – Pflicht zur elektronischen Übermittlung seit 2005
- Umsatzsteuererklärung (§ 18 Abs. 3 UStG) – Pflicht zur elektronischen Übermittlung seit 2011
- Zusammenfassende Meldung (§ 18a Abs. 1 UStG) – Pflicht zur elektronischen Übermittlung seit 2007
- Dauerfristverlängerung (§ 48 Abs. 1 S. 2 UStDV) – Pflicht zur elektronischen Übermittlung seit 2011

Bei den oben dargestellten Erklärungen darf ein Steuerpflichtiger nur dann die Erklärung in Papierform an die Finanzverwaltung einreichen, wenn die elektronische Übermittlung für den Steuerpflichtigen eine unbillige Härte darstellt. Für Erklärungen, bei denen keine gesetzliche Einzelfallregelung besteht, ist eine elektronische Übermittlung erlaubt, wenn die Finanzverwaltung einen entsprechenden technischen Zugang eröffnet hat (§ 87a Abs. 1 S. 1 AO).

## Elektronische Signatur
Bei einer elektronischen Übermittlung an die Finanzverwaltung ist eine elektronische Signatur (auch Authentifizierung genannt) zwingend vorgegeben. Durch die elektronische Signatur kann von der Finanzverwaltung nachträglich überprüft werden, ob die Daten vom korrekten Absender übermittelt worden sind.